# Franco Citti
Franco Citti (ur. 23 kwietnia 1935 w Rzymie, zm. 14 stycznia 2016 tamże) – włoski aktor filmowy. 

## Życiorys
Urodził się i wychował w Fiumicino w prowincji Rzymu. Jego ojciec Franco Citta był aktorem. Dorastał wraz z bratem Sergio (1933–2005), który później został niezależnym reżyserem. Był robotnikiem, zanim na początku lat 50. poznał Pier Paolo Pasoliniego, wówczas początkującego poetę i nauczyciela szkoły podstawowej. 
W 1961 Pasolini wybrał go do głównej roli w filmie Włóczykij (1961), za którą zdobył nominację do nagrody BAFTA na 16. ceremonii wręczenia nagród Brytyjskiej Akademii Filmowej. 
W 1967 wystąpił w roli tytułowej Króla Edypa w wersji Pasoliniego. Pojawił się w dramacie Valeria Zurliniego Siedzący po prawicy (1968), komedii Domek na plaży (Casotto, 1977) u boku Michele Placido, Jodie Foster i Catherine Deneuve, dramacie Bernarda Bertolucciego Księżyc (La Luna, 1979) z Jill Clayburgh i Veronicą Lazar oraz telewizyjnym dramacie muzycznym WDR Męczeństwo św. Sebastiana (Das Martyrium des heiligen Sebastian, 1984) jako prefekt z Michaelem Biehnem i Nicholasem Clayem.
W filmie Francisa Forda Coppoli Ojciec chrzestny (The Godfather, 1972) i Ojciec chrzestny III (The Godfather Part III, 1990) pojawił się jako Calo, ochroniarz Michaela Corleone’a, wypowiadając kwestię - „Na Sycylii kobiety są bardziej niebezpieczne niż strzelby”.
Grał także w teatrze w spektaklach: Giganci z gór (I giganti della montagna, 1989) Luigi Pirandello, Tamerlan Wielki (Tamerlano il Grande, 1991) Christophera Marlowe’a i Salomé (1983) wg Oscara Wilde’a jako Jan Chrzciciel.
Citti spędził ostatnie lata swojego życia na wózku inwalidzkim po trzech kolejnych wypadkach. W 2015 wziął udział w meczu piłki nożnej z okazji czterdziestej rocznicy śmierci Pier Paolo Pasoliniego, z którym był związany. Zmarł 14 stycznia 2016 w swoim domu na przedmieściach Rzymu w wieku 80 lat. Oficjalną informację o jego śmierci podał jego przyjaciel Ninetto Davoli.

## Wybrana filmografia
- 1961: Włóczykij (Accattone) jako Vittorio „Włóczykij” Cataldi
- 1962: Mamma Roma jako Carmine
- 1967: Król Edyp (Edipo re) jako Edyp
- 1968: Siedzący po prawicy (Seduto alla sua destra) jako Oreste
- 1969: Chlew (Porcile) jako kanibal
- 1971: Dekameron jako Ciappelletto
- 1972: Opowieści kanterberyjskie (I racconti di Canterbury ) jako Diabeł
- 1972: Ojciec chrzestny (The Godfather) jako Calo - sycylijska sekwencja
- 1974: Kwiat tysiąca i jednej nocy (Il Fiore delle mille e una notte) jako Demon
- 1976: Żyj jak glina, zgiń jak mężczyzna (Uomini si nasce poliziotti si muore) jako Rudy
- 1977: Domek na plaży (Casotto) jako Nando
- 1979: Księżyc (La Luna) jako mężczyzna w barze
- 1980: Ciao marziano jako Chińczyk
- 1980: Eroina jako Alfredo, il 'Sceriffo', handlarz narkotyków
- 1983: Powrót czarnego rumaka (The Black Stallion Returns) jako Oficer legii cudzoziemskiej
- 1989: Narzeczeni (I Promessi sposi)
- 1990: Sekret (Il segreto) jako Franco
- 1990: Ojciec chrzestny III (The Godfather Part III) jako Calo
- 1998: Dziewczyny z Placu Hiszpańskiego (Le Ragazze di Piazza di Spagna) jako Wuj Franco
- 1999: I przeżyjemy razem wszystkie pory roku (E insieme vivremo tutte le stagioni)